# I Dzsedzsin (zenész)
I Dzsedzsin (hangul: 이재진, handzsa: 李在真, RR: Lee Jae-jin; japánul: イ•ジェジン, I Dzsiedzsin; 1991. december 17.–) dél-koreai zenész, énekes, dalszerző, az F.T. Island basszusgitárosa. Együttesének több dalában közreműködött dalszerzőként.

## Élete és pályafutása
I (Lee) 2007-ben a KBS2 csatorna Unstoppable Marriage című szappanoperájában kapott szerepet. 2009-ben a Style című sorozatban volt egy cameo-beugrása, majd a Szonagi (Sonagi) című musical főszerepét kapta meg. A musical Hvang Szunvon (Hwang Sun-won) azonos című elbeszélése alapján készült.
2013-ban a High School Musicalben játszott főszerepet az AOA együttes egyik tagjával, Choával.